# Pentti Arajärvi
Pentti Ilkka Olavi Arajärvi (Helsinki, 2 de junio de 1948) es un doctor en Derecho, profesor emérito, docente de la Universidad de Helsinki, exfuncionario del servicio civil y político finlandés. Pertenece al Partido Socialdemócrata de Finlandia en Helsinki. Pentti Arajärvi fue galardonado con el título honorario de Finlandia de valiokuntaneuvos por su trabajo en comisiones parlamentarias.
Es el actual marido de Tarja Halonen, quien fue la presidente de Finlandia desde el 1 de marzo de 2000 hasta el 1 de marzo de 2012. Como tal, fue primer caballero de Finlandia.

## Vida personal
El 26 de agosto de 2000, después de una relación de más de quince años, Pentti Arajärvi se casó con su pareja de toda la vida, Tarja Halonen, que en ese momento era la presidente de Finlandia, en una Ceremonia Civil en su residencia oficial, Mäntyniemi, Finlandia. Pentti Arajärvi tiene un hijo adulto, llamado Esko Arajärvi, quien es de una relación previa.

## Controversia
Sin dudas su salto a la fama mundial se produjo el 15 de enero de 2012, cuando fue sorprendido mirando el escote de la princesa María de Dinamarca en la cena de Estado ofrecida por la reina Margarita II de Dinamarca, que le llevó a ser ridiculizado en los medios de comunicación de todo el mundo. Pentti Arajärvi se ha defendido argumentando que observaba el collar que llevaba la princesa, pero no llegó a convencer a la prensa de su país.

## Honores
- Gran Cruz de la Orden de la Rosa Blanca de Finlandia
- Caballero Gran Cruz de la Orden de la Corona
- Gran Cruz de la Orden de la Cruz de Terra Mariana
- Gran Cruz de la Orden de la Estrella Blanca
- Gran Cruz de la Orden del Halcón
- Comandante Gran Cruz de la Orden de las Tres Estrellas
- Caballero Gran Cruz de la Orden de Adolfo de Nassau
- Comandante Gran Cruz de la Orden de la Estrella Polar